# Pierluigi Pizzaballa
Pierluigi Pizzaballa (født 14. september 1939 i Bergamo, Italien) er en italiensk tidligere fodboldspiller (målmand).
Pizzaballa blev udtaget til det italienske landshold til VM 1966 i England, dog uden at komme på banen i turneringen. Han spillede én landskamp, en venskabskamp mod Østrig samme år.
På klubplan tilbragte Pizzaballa størstedelen af sin karriere hos Atalanta i sin fødeby. Han var tilknyttet holdet i i alt 12 sæsoner, og havde også ophold hos blandt andet Roma og Milan.